# اوسرو
اوسرو (به اسپانیایی: Ucero) یک شهرستان در اسپانیا است که در سریا واقع شده‌است.

## خصوصیات
اوسرو ۱۷ کیلومترمربع مساحت و ۹۸ نفر جمعیت دارد.